# Solanum umtuma
Espèce
Classification phylogénétique
Solanum umtuma est une espèce de plantes herbacées de la famille des Solanaceae,.